# Lech Janerka
Lech Andrzej Janerka (né le 2 mai 1953 à Wrocław en Pologne) est un compositeur et bassiste polonais.
Dans les années 1980 il fut le leader d'un célèbre groupe post-punk/new wave polonais appelé Klaus Mitffoch originaire de Wrocław.